# البؤساء (أنمي)
ليه ميزيرابل: شوجو كوزيت (باليابانية: レ・ミゼラブル 少女コゼット، بالروماجي: Re Mizeraburu Shōjo Kozetto، تعني حرفيًا البؤساء: الفتاة كوزيت)، دُبلج للعربية تحت اسم البؤساء، هو مسلسل أنيمي ياباني مُقتبس من رواية ڤكتور هوگو الشهيرة البؤساء، وهو أول عمل لسلسلة نبون أنميشن مسرح تحف العالم بعد 10 سنوات من عرض دروب ريمي. يُعتبر هذا الأنيمي رابع أنيمي يقتبس رواية البؤساء.
بدأ عرض الأنيمي في اليابان في يناير 2007 وانتهى عرضه في ديسمبر 2007، عُرض مدبلجًا من قِبَل مركز الزهرة في العالم العربي على قناة سبيستون في ديسمبر 2013 وانتهى في مارس 2014. كما تميز هذا العمل بكونه أول أنيمي يُرفع كاملًا على يوتيوب رسميًا في العالم العربي.
يحكي الأنيمي قصة فتاة تُدعى كوزيت تتحوَّل حياتها السعيدة مع أمها في مدينة باريس إلى حياة بائسة عند عائلة تيناردييه، وما يليها من أحداث بعد موت أمها. كما تمكن الأنيمي من نقل صورة الحياة في فرنسا في القرن التاسع عشر ببراعة، فنقل حياة الناس في مختلف المدن الفرنسية وما يعانونه في تلك الفترة.
يعتبر هذا الأنيمي آخر أنيمي مُدبلج من سلسلة مسرح تحف العالم (من أعمالها سالي، لحن الحياة، صاحب الظل الطويل، عهد الأصدقاء وغيرها من الأعمال التي لاقت رواجًا كبيرًا في العالم العربي)، وقد استعان مركز الزهرة بعدد كبير نسبيًا من المُدبلجين بلغ عددهم ما يفوق 26 مدبلجًا، كما أنتجت أكثر من 6 أغانٍ مختلفة جميعها كانت من غناء الفنانة رشا رزق.
حصد هذا الأنيمي على تقييمات عالية، وقد أعرب المقيِّمون عن إعجابهم بتمسك الأنيمي بالرواية الأصلية وعدم ابتعاده كثيرًا عن أحداثها سوى في بعض الحلقات.

## القصة
| ”                                                | يستطيع الإنسانُ أن يتغيَّر، ويستطيع العالم أن يتغيَّر، ويصير أجمل | “ |
| —جان ڤالجان‏،‏ الحلقة الأخيرة، آخر جملة في الأنيمي |                                                              |   |

بيئة الأنيمي هي جمهوريَّة فرنسا في القرن التاسع عشر. فانتين خيَّاطة كانت تعمل في باريس، بعد موت زوجها وتسريحها من عملها باعت منزلها وغادرت باريس للبحث عن عمل في مدينة مونتفرميل برفقة ابنتها كوزيت، في تلك الفترة الصعبة كانت فرنسا تمر بضائقة فلم يكن يُسمح لمن لديهم أطفال بالعمل، لاحقًا وبعد صراع مع النفس تقرر فانتين ترك ابنتها مع عائلة تيناردييه التي عرضت عليها ذلك وتغادر لمدينة مونتريل-سور-مير للعمل في مصنع للأزرار الزجاجية أخبرها خبازٌ عن توفر فرص عمل به. رغم أن فانتين تركت مبلغًا كبيرًا من المال وكانت تقوم بإرسال المال شهريًا لعائلة تيناردييه إلا أنهم استغلوها وعاملوا كوزيت كخادمة وعرضوها لأقسى أنواع الأذى.
لاحقًا تُطرد فانتين لاكتشاف مديرة المصنع بأن لها ابنة مدعية بأن هذا القرار صادر من المحافظ مادلِن -جان ڤالجان-، ولتأمين النقود لعائلة تيناردييه؛ تعمل في سوق السمك ثم في محلات بيع الزهور رغم المرض الذي أصابها. يُسرق مالها فتضطر للتسول وتقبض الشرطة عليها، وأثناء ذلك يعلم المحافظ مادلِن بأمرها صدفة ويذهب لإبطال قرار القبض عليها وينقلها إلى المشفى ويعدها بإحضار ابنتها لها. ولكن ظروفًا منعته وتُكشف هويته الحقيقية أمام المفتش جاڤير الموكّل بمهمة البحث عن اللص الهارب جان ڤالجان. تموت فانتين دون أن ترى ابنتها ولكن جان ڤالجان يذهب لمونتفرميل لأخذ كوزيت تنفيذًا لوعده لفانتين برعاية كوزيت والعيش لتحقيق سعادتها على الرغم من أن الشرطة لا تزال مستمرة بملاحقته.
يتمكن جان ڤالجان من أخذ كوزيت من عائلة تيناردييه بالحيلة ويذهبان لباريس ويقيمان في دير پيتت پكپس لخمس سنوات.
ماريوس هو شاب في سن الجامعة، يطرده جده الثري من منزله فيذهب للبحث عن عائلة تيناردييه لكي يساعدهم إن وجدهم بحاجة للمساعدة تنفيذًا لوصية والده التي كتبها قبل موته؛ حيث أن تيناردييه قد أنقذه من موت مُحقَّق في معركة واترلو.، فيذهب إلى مدينة مونتفرميل ولكن وفي نفس وقت ذهابه تهرب عائلة تيناردييه من مدينة مونتفرميل بسبب تراكم الديون عليها إلى مدينة باريس وتسكن في إحدى الشقق القديمة رخيصة الإيجار في منزل يُسمَّى منزل گوربو، يعود ماريوس من مدينة مونتفرميل محبطًا -ولأنه لا يملك سكنًا أو مالًا- يقرر السكن في شقة رخيصة والتي صدف أن كانت في نفس المنزل الذي يسكن فيها تيناردييه وعائلته -بعد تغيير اسمها إلى جوندريت-.
بعد ذلك يلتقي ماريوس وكوزيت (التي كانت برفقة جان ڤالجان) صدفة في حدائق لوكسمبورغ ويُعجب بها كثيرًا وهي أيضًا تُعجب به ولكنه لا يتشجع لإلقاء التحية عليها، حيث يقترب تارة ويبتعد تارة أخرى وسط استغراب جان ڤالجان وكوزيت، ثم ذات مرة يتبعهما إلى شقتهما ويسأل صاحب العمارة أسئلة كثيرة حولها، ويخبر صاحب العمارة جان ڤالجان حول ما دار بينهما من حديث فيسيء جان ڤالجان الظن ويعتقده أحد أتباع جاڤير فينتقل مباشرة إلى منزل جديد في رو پلوميه ويُقرِّر ألا يذهب إلى حديقة لكسمبورگ ثانية.
ينضم ماريوس إلى جماعة تطلق على نفسها اسم أصدقاء الأبجدية، وهي جماعة دائمًا ما تتذمر من سوء الأحوال في باريس من فقر وبطالة وغيرها. يكتشف ماريوس أن جوندريت هو تيناردييه ولكن تقبض عليه الشرطة لكونه فردًا في عصابة تسمي نفسها پاترون مِنِت -وهي أخطر عصابة في باريس، حيث قضى جاڤير أكثر من خمس سنوات محاولًا القبض عليهم-.
لاحقًا تهرب عصابة پاترون مِنِت من السجن، وتقوم جماعة الأبجدية بالتعاون مع الجماعات الأخرى لإشعال ثورة بعد فشل الحكومة في حل المشكلات الاجتماعية كالفقر والبطالة وانتشار وباء الكوليرا بين طبقة الفقراء.
لم تكن الثورة التي أشعلتها الجماعات ثورة الفقراء فقط، فهذه الجماعات نفسها تتكون من مجموعة من الشباب المثقفين وطلاب الجامعات والفنانين، حتى بعض المسؤولين في الدولة قد انضموا إلى هذه الثورة.
أثناء الثورة تم بناء أكثر من عشرة سواتر، لم يصمد بالنهاية منهما سوى ساتران؛ ساتر سان ماري وساتر كورانت الذي بنته جماعة الأبجدية، وقد تمكَّنت جماعة الأبجدية بفضل گافروش وماريوس من الإمساك بالجاسوس جاڤير وربطه، ويتمكن الجيش من أسر كومبفير وإعدامه أمام أصدقائه، وكرد فعل تخطط الجماعة لإعدام جاڤير ولكن جان ڤالجان يطلب أن يكون هو مُنفذ العملية؛ ويأخذ جاڤير لمكان بعيد ويفك أسره ويخبره بأنه حُرّ، جاڤير الذي صُدِم مما فعله جان ڤالجان يخبره بأن والداه كانا مجرمان وحتى بعد خروجهما من السجن ارتكبا جرائم فظيعة حتى وضعهما هو بيديه في السجن، ومن هنا اعتقد جاڤير بأن المجرم مهما يحدث سيبقى مجرمًا، حينها يطلق جان ڤالجان طلقة في الجو لإيهام أصدقاء الأبجدية بأنه قتل جاڤير ويقول لجاڤير «جاڤير، أنت حر» ويعود للساتر، ولكن الساتران ما لبثا أن دمِّرا أمام قصف المدافع وذخيرة الجيش اللانهائية، وقُتل جميع من كان خلفهما عدا ماريوس وجان ڤالجان الذي هرب بماريوس عبر مجارير باريس خفية.
عند خروج جان ڤالجان من المجارير يلقى جاڤير بانتظاره، ويقنع جان ڤالجان جاڤير بأن يسمح له بالذهاب بماربوس إلى منزل جده لتلقِّي العلاج وفي الطريق يحكي له قصته وكيف أنه قد غير مسار حياته بسبب وعده للأسقف ميريل، ثم يطلب منه مرة أخرى طلبًا أخيرًا بأن يسمح له بتوديع كوزيت ويوافق فيذهبان لمنزل جان ڤالجان ويُودِّع جان ڤالجان كوزيت وداعًا أخيرًا دون إخبارها بسبب هذا الوداع، وعند خروجه لم يجد العربة فيفهم أن جاڤير قد ردَّ له الدين، وبعد صراع نفسي يؤمن جاڤير بأن الإنسان يُمكن أن يتغيَّر، وينتهي أمر المجرم المسمى جان ڤالجان من سِجلات الشرطة.
بعد هذه الأحداث وبعد شفاء ماريوس وعودته إلى جده يطلب من جده أن يتقدم لخطبة كوزيت من أبيها، ويستقبل الجد هذا الخبر بفرح ويخطب كوزيت لماريوس من جان ڤالجان، وتنتهي القصة باعتراف جان ڤالجان لكوزيت بحقيقته ثم موته، وبعد ذلك ظهور ابنة كوزيت وماريوس.
| السنة | عمر كوزيت | الأحداث | الحلقات               | القِسم المقابل                                        |
| ----- | --------- | --- | --------------------- | ---------------------------------------------------- |
| 1815  | 0         | - إطلاق جان ڤالجان من السجن - وصول جان ڤالجان لمونتريل-سور-مير - ولادة كوزيت                                                                | 2, 52 (مشهد استرجاعي) | 1 - فانتين                                           |
| 1819  | 4         | - ترك فانتين كوزيت تحت وصاية عائلة تيناردييه - وصول فانتين لمونتريل-سور-مير للعمل - ولادة گافروش                                            | 1-2                   | 1 - فانتين                                           |
| 1822  | 7         | - وصول جافير لمونتريل-سور-مير للعمل كمفتش شرطة                                                                                              | 3-4                   | 1 - فانتين                                           |
| 1823  | 8         | - إنقاذ جان ڤالجان لفوشلفان - طرد فانتين من عملها - موت فانتين - أخذ كوزيت من عائلة تيناردييه من قِِبَل جان ڤالجان تنفيذًا لوصية فانتين         | 5-17                  | 2 - كوزيت                                            |
| 1824  | 9         | - سكن جان ڤالجان وكوزيت في دير پِتِت پِكبپُس | 18-20                 | 2 - كوزيت                                            |
| 1829  | 14        | - موت والد ماريوس - ماريوس يُطرد من منزل جده - موت فوشفان - خروج جان ڤالجان وكوزيت من الدير                                                  | 21-23                 | 2 - كوزيت                                            |
| 1830  | 15        | - مقابلة ماريوس لكوزيت ووقوعهما في شباك الحب                                                                                                | 24-27                 | 3 - ماريوس                                           |
| 1831  | 16        | - هرب جان ڤالجان من فخ تيناردييه - اعتقال عصابة پاترون-منت - عثور ماريوس على كوزيت بعد سكنها في بيت جديد                                    | 28-31                 | 3 - ماريوس                                           |
| 1832  | 17        | - يكتب ماريوس رسالة حب لكوزيت ويتقابلان يوميًا بعدها - هروب عصابة پاترون-منت - انتشار وباء الكوليرا في پاريس - بدأ بناء السواتر - موت إپونين | 32-42                 | 4 - قصيدة شارع پلوميه الرعائية وملحمة شارع سان دونيز |
| 1832  | 17        | - تجد كوزيت گافروش وهو مصاب وتعالجه - جان ڤالجان ينقذ ماريوس من موتٍ محتم - خطبة ماريوس وكوزنيت                                              | 42-48                 | 5 - جان ڤالجان                                       |
| 1833  | 18        | - ذهاب كوزيت لاسترجاع ذكرياتها في مونتريل-سور-مير ومونتفرميل - زواج ماريوس وكوزيت                                                           | 49-51                 | 5 - جان ڤالجان                                       |
| 1834  | 19        | - موت جان ڤالجان | 52                    | 5 - جان ڤالجان                                       |

### متفرقات
- جان ڤالجان ولشدة قوته، كان يُلقَّب بـ«الرافعة» من قِبَل زملائه في السجن.
- أبقى جان ڤالجان على الاسم الذي سماه به پيري فوشلفان 'ألتيموس فوشلفان' مدعيًا بأنه أخاه بعد خروجه من الدير حتى بعد تطهير اسمه من سجلات الشرطة، بالتالي يكون اسم ابنته المتبناة 'كوزيت' هو 'كوزيت فوشلفان' لغاية زواجها من ماريوس حيث صار اسمها 'كوزيت پونتمرسي'.

## العرض

### الشخصيات

مابوف رافعًا علم الثورة قبيل لحظات من مقتله على أيدي الجيش

| الشخصية                         | العالم العربي الدبلجة العربية        | الأصوات اليابانية                           |
| ------------------------------- | ------------------------------------ | ------------------------------------------- |
| كوزيت                           | أميرة الحذيفي                        | كاوري نازوكا تاماكي ماتسوموتو (عمر 3 سنوات) |
| جان ڤالجان                      | مأمون الرفاعي                        | ماساشي سوگاوارا                             |
| فانتين                          | شهناز سليم                           | إميكو هاگيوارا                              |
| جافيير                          | يحيى الكفري                          | تاكاشي ماتسوياما                            |
| ألَن                             | رغدة الخطيب                          | أنري كاتسو                                  |
| گافروش                          | سمر كوكش                             | يوميكو كوباياشي                             |
| تيناردييه                       | رأفت بازو                            | ماساهيتو يابيه                              |
| مدام تيناردييه (زوجة تيناردييه) | إبتسام شكر                           | مامي هوريكوشي                               |
| إپونين                          | شيرين منصور جهينة نعيم (عمر 4 سنوات) | يوكو ساساموتو يوكي أوتومو (عمر 4 سنوات)     |
| أزيلما                          | سارة سكر                             | كورومي ماميا چيهيرو ياريتا (عمر سنتان)      |
| فوشلفان                         | رأفت بازو                            | تاكو إيشيموري                               |
| سمپلس                           | سلمى مملوك                           | ميكا كاناي                                  |
| ماريوس                          | طالب الرفاعي                         | أنري كاتسو                                  |
| گيلنورماند                      | هشام كفارنة                          | تيتسوؤو كومورا                              |
| كوريفيراك                       | رائد مشرف                            | إيجي تاكيموتو                               |
| أنجلوراس                        | رأفت بازو                            | يوجي كيشي                                   |
| ليگل                            | خلدون قاروط                          | ريو نايتو                                   |
| كومبفير                         | نضال حمادي                           | واتارو هاتانو                               |
| بروفير                          | عادل أبو حسون                        | تاكاهيرو يوشيميزو                           |
| گرانتير                         | محمد مصطفى                           | نوريهيسا موري                               |

كوزيت

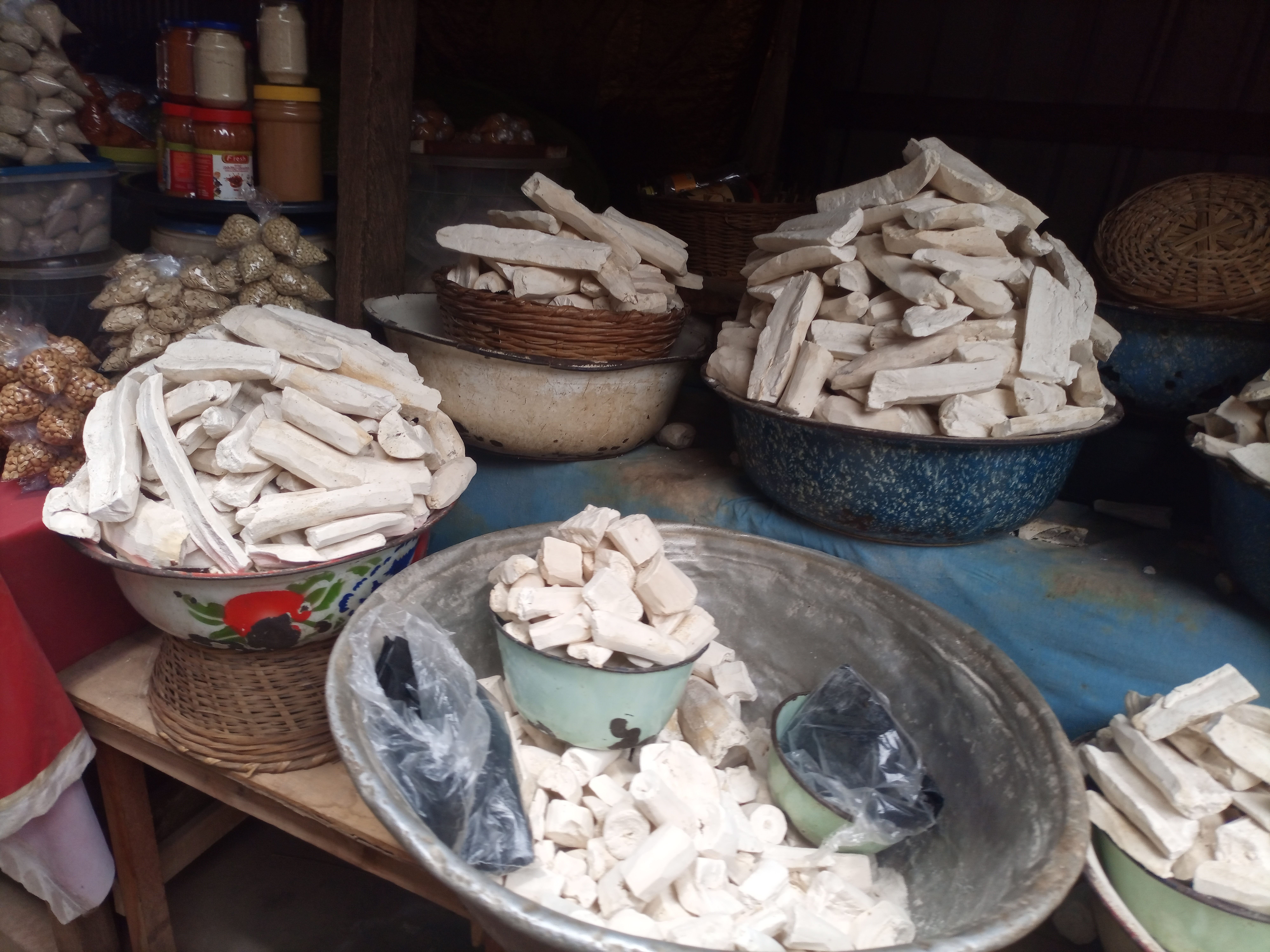
كوزيت عندما كانت صغيرة

كوزيت (بالفرنسية: Cosette) هي الطفلة الوحيدة لفانتين تبقى في عائلة تيناردييه[ح. 1] وهناك تعتني بابنهم الرضيع گافروش[ح. 2]، عاملوها كخادمة ولقت أقسى أنواع التنكيل والقسوة في المعاملة. كوزيت فتاة من النوع الطيب، تمكنت من الصبر على بُعد أمها عنها بهدف العيش معها بسعادة لاحقاً.
جان ڤالجان

مادلِن

جان ڤالجان (بالفرنسية: Jean Valjean) كان في الأصل رجلًا طيبًا وقد أُدخل السجن لسرقته رغيف خبز مضطرًا لإطعام أبناء أخته الجائعين، عند خروجه من السجن عامله الناس باحتقار ولم يرضوا بمبيته في نُزلهم أو أكله بمطاعمهم مما أيقظ دوافعه للسرقة فصار لا يبالي بهذه الخطيئة إلى أن آواه أحد الأساقف في بيته ووفر له الفراش وما لذ من الطعام ورغم ذلك سوّلت له نفسه أن يسرق أوانٍ فضية من منزل ذلك الأسقف، وحين قُبض عليه وسُلم للأسقف قال الأسقف لرجال الشرطة:
، ولكن حادثًا يحدث يكون فيه جان فالجان سببًا غير مباشر لسرقة قطعة فضية من صبي يعمل في تنظيف المداخن. فيما بعد يصل جان فالجان إلى قرية مونتريل-سور-مير ويننقذ طفلة في منزل يحترق ولكن أوراق إثبات هويته تحترق في هذه الحادثة ويصبح تدريجيًا محافظًا لتلك القرية ويحصل على محبة وثقة جميع من في القرية ولا يعلم أحد عن هويته لأنه غير اسمه إلى «مادلِن»[ح. 2][ح. 52] كما أنه لا يزال مطلوبًا للعدالة لسرقته القطعة الفضية.

فانتين
فانتين (بالفرنسية: Fantine) هي أم كوزيت، باعت منزلها وغادرت باريس بحثًا عن عمل ولكن رفضها جميع الأماكن لوجود ابنتها كوزيت معها، لاحقًا تقرر الرحيل إلى مدينة أخرى وترك ابنتها مع عائلة تيناردييه لتحظَ بعمل في مصنع افتتح حديثًا وتقوم بإرسال المال شهريًا لهم.[ح. 2]
جاڤير
جاڤير (بالفرنسية: Javert) مفتش مدينة مونتريل-سور-مير المعيّن حديثًا الذي كان في السابق سجانًا في سجن تولون (الذي سُجن فيه جان ڤالجان تسع عشرة سنة)، يسعى لإيجاد اللص الهارب جان ڤالجان ويشك في المحافظ مادلِن كثيرًا بسبب الشبه الكبير بينهما، يرى جاڤير بأن المجرم مهما حاول أن يصلح نفسه تبقى دوافعه للجريمة بينما يقول جان ڤالجان:
عائلة تيناردييه
عائلة تيناردييه (بالفرنسية: Les Thénardier، حرف. التيناردييه) هي العائلة التي خدعت أم كوزيت، فانتين لإبقاء كوزيت للعيش معهم على أن يعاملوها مثل ابنتهم[ح. 1]، تتكون العائلة من تيناردييه وزوجته أوكامي وابنتهم الكبرى إبونين والصغرى أزيلما وابنهم الأصغر گافروش.
إپونين
إپونين (بالفرنسية: Éponine) هي الابنة الكبرى لعائلة تيناردييه وبنفس عمر كوزيت، كنت تتوالم مع كوزيت ولكن عائلتها منعتها من اللعب معها أو التحدث إليها لأنها «مجرد خادمة»[ح. 1]. بعد أن سُجنت عائلتها عاشت وحيدة[ح. 30] وقد أحبت ماريوس ولكنه أحب كوزيت[ح. 38] إلى أن ماتت أثناء الثورة التي قام بها أصدقاء الأبجدية[ح. 41].
گافروش
گافروش (بالفرنسية: Gavroche) ابن عائلة تيناردييه الأصغر والوحيد بين فتاتين[ح. 2]، تعتني به كوزيت منذ أن كان رضيعًا ويصبح رفيقها فيما بعد، وعد كوزيت بأنه سيحرسها مهما كلفه الأمر.
أصدقاء الأبجدية
أصدقاء الأبجدية (بالفرنسية: Les Amis de l'ABC) أو أصدقاء الألفباء هي جماعة من المثقفين والمتعلمين الشباب في عمر الجامعة، هدفهم الرئيسي هو إيجاد حل للمشاكل التي تواجه باريس وفرنسا عمومًا وأهمها البطالة والفقر[ح. 24].
تضم الجماعة:
| - باهوريل - كومبفير - كوريڤيراك - أنجلوراس - فيولي | - گرانتير - جيهان - جولي - ليگل - ماريوس |

ماريوس
| گلنورمند كان يرى أن الطبقة الغنية يجب أن تعيش معززة مكرمة وأن يكون لها احترام وتبجيل بين العامة، كما كان الجد معارضًا للقائد الفرنسي ناپليون. |
| —من الفلسفات التي اختلف عليها أب وجد ماريوس                                                                                                  |

ماريوس پونتمرسي (بالفرنسية: Marius Pontmercy) هو شاب في سن الجامعة كان يسكن في كنف جده گلنورمند الثري الذي أدخل في ذهنه بفلسفاته وأبعده عن أبيه مذ ولادته لأن فلسفاته وأفكاره كانت تختلف عن الجد (وهدّد أباه بأنه إن حاول التقرّب من ماريوس فسيحرم ماريوس من الميراث، لذلك آثر أباه لمصلحة ابنه الوحيد)، وادعى جده بعد ذلك بأن أباه تركه وأنه كان يكرهه.
قُبيل وفاة أبيه يذهب ماريوس إلى منزل أبيه بطلب من جده ولكن الموت يسبقه إليه، وعند دخوله البيت يرى العيشة البسيطة التي فضلها والده على عيشة الترف، ويرى أصدقاءه «النظيفين والمحترمين، مع أنهم ليسوا أثرياء» حسب وصفه.
عند أراد ماريوس المغادرة أعطاه أعز أصدقاء أبيه رسالة كان فيها قلادة كان الأب قد حصل عليها لمقاتلته ببسالة بجانب ناپليون. بعدها يُدرك ماريوس بأنه قد ظلم أباه طوال حياته ويتجادل مع جده الذي يطرده من قصره.[ح. 21]
عصابة پاترون مِنِت
عصابة پاترون مِنِت (بالفرنسية: Patron-Minette) هي عصابة لصوص في باريس، وتعتبر أخطر عصابة في باريس إذ أن جاڤير ترك مطاردة جان واستغرق أكثر من خمس سنوات حتى استطاع القبض عليهم.[ح. 30]
تضم العصابة:
| - بابيه - مونتُپَراناس - كولكوزو | - تيناردييه - بروجون - گولمير |

توسان
توسان هي امرأة فقيرة مات زوجها وابنها فآواها جان ڤالجان وسمح لها بالعمل لديهم رغم عدم حاجتهم لربة منزل، وهي أول من اكتشفت علاقة كوزيت بماريوس. كانت دائمًا ما تُقدِّم النصائح لجان ڤالجان حول كوزيت وكيفية التعامل معها في عمرها الحالي.
مابوف
صديق والد ماريوس الأفضل. هو الذي أوصل وصيته إلى ماريوس وقد استقبل ماريوس بعد وفاة أبيه وحدّثه عنه[ح. 21]. كان فقيرًا ولكنه كان لا ينفك يستضيف الناس في بيته[ح. 32]. عرض عليه ماريوس شراء كتابه «الذي وضع فيه جميع خبراته طوال حياته» ولكنه رفض وأعاره إياه بلا مقابل رغم حاجته الشديدة للمال في ذلك الوقت.

الراهبة سمپلس
الراهبة سمپلس (بالفرنسية: Sœur Simplice) راهبة في كنيسة مونتريل-سور-مير، اُشتهر عنها كرهها الشديد للكذب وأنها لم تنطق بكذبة في حياتها قطّ، وقفت عند فانتين في آخر أيامها وكذبت لأول مرة في حياتها لتحمي جان ڤالجان من المفتش جاڤير.[ح. 11]
ألَن
(شخصية غير موجودة في الرواية)
ألَن فتًى صغير توفت أمه بمرض بعد أن رفض الأطباء علاجها في قريته بسبب فقرها ومنذ وفاتها اعتبر نفسه المسؤول عن أخيه وأخته الأصغر منه سنًا، انتقل إلى القرية التي يديرها مادلِن وهناك يراه مادلِن وهو يسرق الخبز فيطلب من الخباز مسامحته ويعطيه من الرغيف ما يكفي له ولعائلته ويدعوه للعمل عنده كساعٍ للبريد.[ح. 2]
فوشلفان
بيري فوشلفان أو فِشلفِنت (بالفرنسية: Père Fauchelevent) عجوز كان يعمل كاتب عدل سابقًا في مونتريل-سور-مير، بعد أن صار جان ڤالجان محافظ تلك المدينة ولسبب غير معروف خسر عمله وأصبح يعمل في حمل البضائع الثقيلة ونقلها بالعربة. في مساء أحد الأيام انقلبت عربته أمام جان ڤالجان وحُشر بالداخل ولم يتقدم أحد لمساعدته لثقل العربة واستحالة إزالتها، ولكن المحافظ الذي كان مشهورًا عنه قوته البدنية الكبيرة استطاع حمل العربة وإنقاذ حياة فوشلفان. لاحقًا يزوره المحافظ ويعده بأن يبحث له عن عمل مناسب لسنّه، ويشتري منه عربته وحصانه بضعف ثمنهما (ولم يخبره بأن العربة تدمرت بالكامل والحصان قد مات).[ح. 18]

### الأماكن

#### مونتوفرميل
(بالفرنسية: Montfermeil) المدينة التي ذهبت لها فانتين بعد أن غادرت پاريس، وفيها تلتقي عائلة تيناردييه الجشعة وتبقي ابنتها عندهم لتذهب للعمل في مدينة مونتريل-سور-مير.
نُزُل واتارلو
النُزل الذي تملكه عائلة تيناردييه والذي أقامت به كوزيت، سُمِّي بهذا الاسم نسبة إلى معركة واترلو التي قاتل فيها تيناردييه ببسالة وأنقذ جنرالًا من الموت مخاطرًا بحياته.
مونتوريل-سور-مير

مصنع الزجاج الأسود من الداخل

(بالفرنسية: Montreuil-sur-Mer) تبعد هذه المدينة عن مونتفورميل مسافة يومين، وهذه المدينة هي المدينة التي سافرت لها فانتين بعد أن أخبرها الخباز عن وجود مصنع للأزرار بحاجة لموظفين. مدينة مزدهرة وخاصة بعد وصول جان ڤالجان إليها متنكرًا باسم مادلن، حيث سعى منذ البداية للصعود باقتصاد هذه المدينة وتوفير حياة رغيدة لأهلها.
مصنع الأزرار الزجاجية
أو مصنع الزجاج الأسود، هو المصنع الذي توظفت فيه فانتين عند وصولها لپاريس، وطُردت منه لاحقًا.
المصنع مزدهر جدًا ويحقق أرباحًا كثيرة، لذلك فإن أجر العمال فيه كبير نسبيًا. يفصل المصنع ما بين الرجال والنساء ولا يُسمح لمن لهن أطفال بالعمل فيه، ويمتلك هذا المصنع المحافظ مادلِن

#### باريس
(بالفرنسية: Paris) عاصمة فرنسا وأكثر مدنها ازدهارًا
منزل گوربو
منزل تملكه امرأة تُدعى گوربو وتُؤجر فيه الشقق. وهو المنزل الذي يسكن فيه كل من جان ڤالجان وكوزيت لفترة قصيرة فور وصولهما لباريس قبل أن يتمكن المفتش جاڤير من الوصول لمكانهما. ثم بعد ذلك بخمس سنوات تسكن فيه عائلة تيناردييه متنكرة باسم جندوريت وماريوس
دير پيتِت پكپُس
دير پيتِت پكپُس أو المدرسة الداخلية في الدبلجة العربية، هو دير لإعداد الراهبات ولا يُسمح بدخوله إلا للفتيات (باستثناء بستاني مزرعة الدير).
عندما أراد جان ڤالجان الهروب مع كوزيت من جاڤير تسلق سور هذه المدرسة، ثم دبر خطة مع بستاني المدرسة -الذي أسدى له جان ڤالجان معروفًا سابقًا- فوشلفان لكي تسمح لهما بالإقامة بهذا الدير. تنجح الخطة ويقيمان في هذه المدرسة لمدة خمس سنوات.
مقهى موساين
مقهى في قلب باريس. في غياهب هذا المقهى تقع غرفة الاجتماعات السرية لأصدقاء الأبجدية (أصدقاء الألفباء في النسخة اليابانية).
حدائق لكسمبورگ
حديقة كبيرة في باريس، وفيها كنت تلهو كوزيت عندما كانت صغيرة مع أمها، عندما ذهبت إلى باريس مع جان ڤالجان زارت الحديقة واسترجعت ذكرياتها فيها. بعد اثنتي عشرة سنة في هذه الحديقة يقابل ماريوس كوزيت لأول مرة.
المنزل في رو پولوميه
بعد أن شك جان ڤالجان بكونه ملاحقًا من قِبَل جاڤير، يسكن وكوزيت في منزل جديد في رو پولوميه.
إلفنت
تمثال بُني في عهد ناپليون على شكل فيل، وعندما يكتشفه گافروش يسكن بداخله ويتخذه بيتًا له.
مقهى كورانت
بالقرب من هذا المقهى بنت جماعة الأبجدية وأصدقاؤهم ساترهم، ساتر كورانت، وفيه كان يتم تضميد الجرحى وصنع الذخيرة، وهو آخر السواتر صمودًا.

### الحلقات

غلاف الديڤي‌دي الرابع الصادر في اليابان

تنقسم حلقات البؤساء إلى خمسة أقسام هي:
| القِسم | القِسم                                            | الحلقات | تاريخ البث العربي | تاريخ البث العربي | التركيز على                                    |
| القِسم | القِسم                                            | الحلقات | بداية السلسلة     | نهاية السلسلة     | التركيز على                                    |
| ----- | ------------------------------------------------ | ------- | ----------------- | ----------------- | ---------------------------------------------- |
|       | فانتين                                           | 11      | 22 ديسمبر 2013    | 5 يناير 2014      | فانتين                                         |
|       | كوزيت                                            | 9       | 6 يناير 2014      | 16 يناير 2014     | كوزيت                                          |
|       | ماريوس                                           | 10      | 19 يناير 2014     | 30 يناير 2014     | ماريوس بونتمرسي                                |
|       | قصيدة شارع پلوميه الرعائية وملحمة شارع سان دونيز | 12      | 2 فبراير 2014     | 17 فبراير 2014    | العلاقة بين ماريوس وكوزيت بداية ثورة الجامعيين |
|       | جان ڤالجان                                       | 10      | 18 فبراير 2014    | 6 مارس 2014       | جان ڤالجان                                     |

الجدول التالي يوضح الحلقات ومقابلها في الرواية الأصلية، الحلقات المكتوبة بخط مائل هي أجزاء غير موجودة بالرواية الأصلية ويمكن اعتبارها فلر
ملاحظة: أسماء الفصول مأخوذة من ترجمة دار العلم للملايين - منير البعلبكي - بيروت
| الحلقة في الأنيمي                                                                                      | "الكتاب" المقابل في الرواية                                   |
| القِسم الأول - فانتين                                                                                   | القِسم الأول - فانتين                                          |
| --- | ------------------------------------------------------------- |
| 1- فراق الأم وطفلتها                                                                                   | 4 - الإيداع يعني التخلي أحيانًا                                |
| 2 - سر جان ڤالجان 3 - الصديق الجديد چو چو 4 - رسالة الأم 5 - شكوك جاڤير 6 - هدية كوزيت 7 - ضياع إبونين | -                                                             |
| 8 - ثوب الصوف                                                                                          | 5 - الانحدار                                                  |
| 9 - مكر تيناردييه                                                                                      | 6 - جاڤير                                                     |
| 10 - معاناة مادلين                                                                                     | 7 - قضية شانماتيو                                             |
| 11 - كذبة سمبلس                                                                                        | 8 - ضربة معاكسة                                               |
| القِسم الثاني - كوزيت                                                                                   |                                                               |
| 11 - كذبة سمبلس                                                                                        | 2 - الدارعة ((أوريون))                                        |
| 12 - عزلة كوزيت 13 - كوزيت وجان ڤالجان                                                                 | 3 - الوفاء بالعهد المقطوع للراحلة                             |
| 14 - رحلة كوزيت 15 - فقدان الأصدقاء                                                                    | -                                                             |
| 16 - منزل گوربو في باريس 17 - اقتراب جاڤير                                                             | 4 - بيت گوربو العتيق                                          |
| 18 - حصاد المعروف                                                                                      | 5 - المطاردة السوداء تحتاج إلى كلاب قنص صامتة                 |
| 19 - رحلة جان ڤالجان 20 - الحياة في المدرسة                                                            | 6 - بيكبوس الصغير                                             |
| القِسم الثالث - ماريوس                                                                                  |                                                               |
| 21 - ماريوس                                                                                            | 3 - الجدٌّ والحفيد                                              |
| 22 - الرحيل عن المدرسة                                                                                 | 4 - أصدقاء الألفباء                                           |
| 23 - تحت سماء باريس                                                                                    | 5 - فصل الشقاء                                                |
| 24 - الشاب الخجول 25 - رحلة مفاجئة 26 - الفراق                                                         | 6 - التقاء نجمين                                              |
| 27 - الطفلة الضائعة                                                                                    | -                                                             |
| 28 - الرسائل الضائعة 29 - فخ تيناردييه 30 - القطعة النقدية                                             | 8 - الفقير الشرير                                             |
| القِسم الرابع - قصيدة شارع پلوميه الرعائية وملحمة شارع سان دونيز                                        |                                                               |
| 31 - وعكة الرجل الطيب                                                                                  | 3 - المنزل في شارع بلوميه 4 - العون السفلي قد يكون عونًا علويًا |
| 32 - فرحة لم تكتمل                                                                                     | 2 - إيبونين                                                   |
| 33 - مد الجسر                                                                                          | 5 - حيث النهاية لا تشبه البداية                               |
| 34 - المشردون 35 - الهروب من السجن                                                                     | 6 - گافروش الصغير                                             |
| 36 - باريس المريضة 37 - خيبة أمل                                                                       | 8 - رقي وأطلال                                                |
| 38 - كوزيت وإپونين                                                                                     | 9 - إلى أين هما ذاهبان                                        |
| 39 - 5/6/1832                                                                                          | 10 - اليوم الخامس من حزيران 1832                              |
| 40 - ليلة الغضب                                                                                        | 11 - الذروة تؤاخي الإعصار 12 - كورنث                          |
| 41 - إبونين                                                                                            | 13 - ماريوس يدخل في الظلام                                    |
| 42 - رسالة ماريوس                                                                                      | 14 - عظمة اليأس                                               |
| القِسم الخامس - جان ڤالجان                                                                              |                                                               |
| 42 - رسالة ماريوس 43 - بطولة گافروش 44 - شعلة الأمل                                                    | 1 - الحرب بين أربعة جدران                                     |
| 45 - مجارير باريس 46 - عدالة جاڤير                                                                     | 3 - وحل، ولكن روح                                             |
| 46 - عدالة جاڤير                                                                                       | 4 - جاڤير يتنكب الطريق                                        |
| 47 - الروابط 48 - كوزيت وماريوس                                                                        | 5 - الحفيد والجد                                              |
| 49 - قصة الأم                                                                                          | -                                                             |
| 50 - حفل الزفاف                                                                                        | 6 - الليلة البيضاء 7 - آخر قطرة في الكأس                      |
| 51 - جلاء الحقيقة 52 - الأدوات الفضية                                                                  | 9 - ظلمة عظمى وفجر أعظم                                       |

### الموسيقى

#### الموسيقى اليابانية
كانت أبرز الأغاني في النسخة اليابانية هي أغنية البداية المسماة "Kaze no Mukō" (風の向こう)، والتي تعني حرفيًا «خلف الريح»، وكانت من كلمات يوكي سايتو وموسيقى ميگومي إيشوكاوا وتوزيع كون ساوا تايسوكي وغناء يوكي سايتو. وأغنية النهاية المسماة "Ma maman (Watashi no Okā-san)" (ma maman (私のお母さん)) والتي تعني حرفيًا «أُمِّي» (بالفرنسية)، وهي من كلمات يوكي سايتو وموسيقى وتوزيع كون ساوا تايسوكي وغناء يوكي سايتو.، أمَّا أغنية الحلقة 44 فكانت تحت اسم "Ishiimegumi" (私にできること) والتي تعني حرفيًا «أستطيع»، موسيقى ميگومي إيشوكاوا وغناء كاوري نازوكا.

#### الأغاني العربية
شارة البداية والنهاية العربية
شارة البداية والنهاية العربية تحمل اسم "I dreamed a dream" وتعني حرفيًا حلمتُ حلمًا (وهي أول سطور الأغنية)، من غناء الفنانة رشا رزق وتوزيع إبراهيم سليماني. تميزت الأغنية العربية باستخدام لحن ومشاهد مختلفة عن تلك التي في النسخة اليابانية
الأغاني الأخرى
عدا عن شارة البداية، عُرضت خمس أغانٍ أخرى وجميعها كانت من أداء الفنانة رشا رزق. الأغنية الأولى عُرضت في الحلقة الرابعة عشرة وحملت اسم غدًا هو يوم جديد وهي أول سطور الأغنية. أما الأغنية التي عُرضت في الحلقة الرابعة والأربعين فهي تحمل اسم أغصان. وأغنية الحلقة 49 ليس لها اسم رسمي، ولكن الاسم الشائع هو «احكي لي يا طيور المساء» نسبة إلى أول سطور الأغنية. وهي مقسمة لجزأين، الجزء الثاني مجرد إعادة لأغنية أغصان. أغنية الحلقة 52 كذلك ليس لها اسم رسمي، ولكنها تُسمى «في أصعب الوقات» نسبة إلى أول سطور الأغنية.

### طاقم العمل

لقطة من الأنيمي تُظهر شعار الافتتاحية اليابانية، مع تعريب غير رسمي له

| - المنتج: كويچي موتوهاشي - التخطيط: كازويا مائيدا (قناة فوجي)، كوهيه سانو، كازوكا إيشيكاوا - مدير الإنتاج: كينإچيرو هايافونيه - ترتيب السلسلة: توموكو كانپارو - تصاميم الشخصيات: هاجيميه واتانابيه، تاكاهيرو يوشيماتسو - مخرج التحريك (الأنميشن) الرئيسي: تاداشي شيدا - رسّام الخلفية: كازوئية إيتو - مخرج الرسوم: ميتسوكي ناكامورا - تصميم الألوان: توموكو كوماتسوبارا - مخرج التصوير: سيچي موريشيتا - مخرج الصوت: هيرويوكي هاياسيه - موسيقى: هاياتو ماتسوؤو - منتجو الموسيقى: هيتوشي يوشيمورا (Index Music)، دايسوكيه هونجي (Index Music) - المنتجين: يوكيهيرو إيتو (قناة فوجي)، كوچي ياماماتو (قناة فوجي)، ميچيؤو كاتو، كينئيچي ساتو - المخرج: هيروأكي ساكوراي - الإنتاج: فوجي تي في، نبون أنميشن | - ترجمة: آنا قباني، سلمى مملوك - إعداد: طالب الرفاعي - غناء: رشا رزق - توزيع الموسيقا والتسجيل: إبراهيم سليماني - التدقيق اللغوي: رمضان أيوب - المكساج: سامر أبو عسلي - المونتاج: علاء ناجح درداري - المعالجة الإلكترونية: يونس غزال - المتابعة المالية: محمد حسان مهنا، عبد القادر نبهان - الإدارة التنفيذية: محمد القزة - تنفيذ الدوبلاج: مركز الزهرة - إنتاج وتوزيع: Animation International، ماهر الحاج ويس - الإشراف الفني: مأمون الرفاعي |

### اختلافات الدبلجة العربية عن النسخة الأصلية

استخدام تقنيات المعالجة الإلكترونية من قِبَل مركز الزهرة

- تغير لقب الأسقف ميريل إلى المعلم ميريل وأحيانًا القاضي ميريل، كما تم تغيير ألقاب جميع رجال الدين المسيحيين إلى معلمين.[15][42]
- تمت إزالة جميع الصلبان والدلالات على الكنائس من خلال تقنيّة المعالجة الإلكترونية.(لاحظ الصورة)
- دير پكپُس صار مدرسة داخلية للفتيات بلا اسم.[43]
- لا يوجد اهتمام بكيفية النُطق الصحيحة للأسماء، فمثلًا اسم فانتين لُفظ بعدة طرق منها فونتين، ڤونتين، ڤانتين وغيرها.
- في بعض الحلقات مثل الحلقة العاشرة في الدبلجة العربية وبعد انتهاء الحلقة، يقوم جان ڤالجان بنُطق العرض المسبق للحلقة القادمة بينما ظلَّت الناطقتان في النسخة الأصلية فتاتان مجهولتان.
- تحوّرت جميع الحوارات حول الخمر والمشروبات الكحولية.[44]
- الحوارات حول الحب المتبادل بين كوزيت وماريوس جميعها تحورت، وكلام الفتيات في المدرسة الداخلية حول أميرهم المستقبلي حُرفت أيضًا[45]، ولكن اللقاءات والنظرات المتبادلة بين ماريوس وكوزيت لم تُحرف أو تُحذف.[23][46]
- في الحلقة الحادية والعشرين، لم يُذكر اسم تيناردييه صراحة في وصية والد ماريوس. سبب هذا التغيير غير معروف.
- يعطي أبو ماريوس ابنه لقب بارون الذي منحه له القائد ناپليون في النسخة الأصلية، بينما في النسخة العربية يعطيه قلادة البسالة من القائد ناپليون.[47] سبب التغيير هو تسهيل فهم قيمة ما أعطاه الوالد لابنه، فلقب بارون غير مفهوم المعنى عند الأغلب.
- في الحلقة الرابعة والعشرون، يقول كوريڤيراك لماريوس صراحة بأنه يريد ضمه لـثورتهم.
- النسخة الأصلية تذكر صراحة سياسات فرنسا وأباطرتها وأنظمتها الملكية وملوكها، بينما في النسخة العربية يتم غالبًا التغطية على مثل هذه الأمور. يظهر هذا جليًا في الحلقة الرابعة والعشرين.
- حُرِّفت أجزاء من اعترافات إپونين لماريوس قُبيل موتها. في النسخة الأصلية تعترف إبونين لماريوس أنها أحبته وأنها حاولت عرقلة حبه لكوزيت، وتطلب منه أن يقبلها عندما تموت.[48]
- في الحلقة الخمسين حُذفت أكثر من دقيقة كاملة وحُذفت الترانيم بسبب وقوع الزفاف داخل الكنيسة.

#### هفوات وأخطاء الدبلجة
- في الحلقة الأولى، تقول فانتين لابنتها عندما رأت القلادة بأنها ستهديها إياها لأنها أعجبتها كثيرًا (وهذا غير ممكن لأن فانتين غادرت المدينة ولم تهدها القلادة)، بينما في النسخة الأصلية تقول أنها ستعطيها إياها عندما تكبر.
- في الحلقة الخامسة، يقوم الرجل الذي أضاع الزر الزجاجي بترك المال عند عائلة تيناردييه دون ذكر السبب، بينما في الدبلجة العربية يترك المال كثمن لإرسال الزر عبر البريد في حال إيجاده (وهذا غير صحيح لأن كوزيت وجدت الزر وأرجعته للرجل قبل ذهابه ولم تستخدم البريد ومع ذلك لم تعد المال).
- في نهاية الحلقة السادسة عشرة، تقول مالكة منزل گوربو بعد أن رأت الأموال الكبيرة التي يحملها جان ڤالجان بأنها قاربت على أن تكشف أمره، بينما في الدبلجة العربية قالت بأنها ستبلّغ الشرطة (ولم تخبر الشرطة كما ظهر في الحلقة القادمة).
- في الحلقة الرابعة والعشرين في الدبلجة العربية، يقول كومبفير بعد أن أطاحت الثورة بالإمبراطور الفاسد، استلم نابليون السلطة، في النسخة الأصلية يقول كومبفير الملك  وليس الإمبراطور. فرنسا طوال تاريخها لم يكن لها إمبراطور سوى ناپليون نفسه.

- في الحلقة الثانية والأربعين، تم عرض اسم الحلقة باللغة اليابانية في نسخة اليوتيوب، بينما عُرضت باللغة العربية على القناة الفضائية.

##### استعمال الفرنك بدل السو

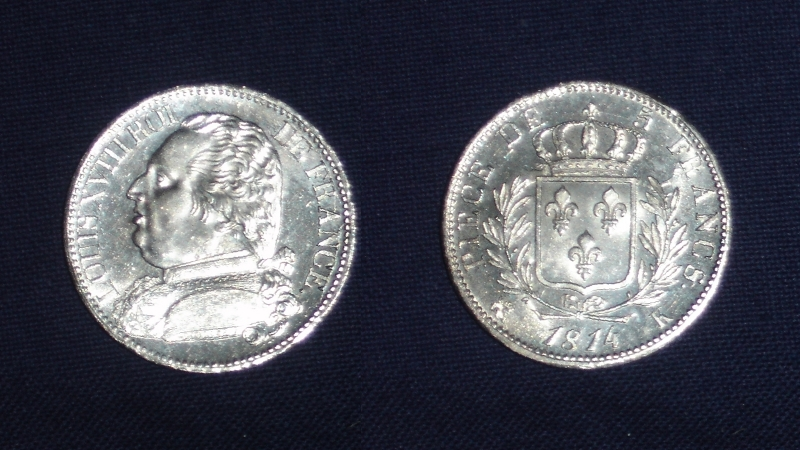
قطعة فضية تعادل 5 فرنكات صدرت عام 1814

كانت عملة فرنسا قديمًا الفرنك تُقسَّم إلى 20 سو (أو سنتيم)، الدبلجة العربية لم تذكر السو بل قامت غالبًا بتحويله إلى فرنك مباشرة (مثلًا الـ15 سو تُحول إلى 15 فرنك مباشرة مع أن قيمتها الحقيقية لا تساوي حتى فرنكًا واحدًا)، ولكن هذا الخطأ تم تفاديه ابتداءً من الحلقة التاسعة والعشرين حيث تم استعمال القرش للدلالة على السو، هذا التغيير سبب بعض التناقضات والأسعار غير المعقولة، على سبيل المثال:
- في الحلقة السادسة، عندما سألت فانتين المرأة صاحبة محل الخياطة عن عمل أجابتها بأنها ستعطيك 12 فرنكًا فقط للثوب (هذا مبلغ كبير جدًا بالنسبة لثوب واحد)، بينما في النسخة الأصلية قالت بأنها ستعطيها 12 سوًا (ما يعادل 0.6 فرنك).
- في الحلقة الثالثة عشرة، قالت زوجة تيناردييه أن ثمن الغرفة هو 40 فرنكًا تدفع مقدمًا (في النسخة الأصلية 40 سوًا، أي ما يساوي حوالي فرنكين) هذا أدى إلى تناقض مع الحلقة السابعة التي ذُكر فيها أن سعر أغلى غرفة هو 5 فرنكات، كما أن 40 فرنكًا ثمن خيالي جدًا.

### الاختلافات مع الرواية الأصلية
المصدر: رواية البؤساء، ڤكتور هوگو

غلاف المجلد الثاني من رواية البؤساء - طبعة دار العلم للملايين

- مثل العادة في أنميات مسرح تحف العالم يكون البطل فتاة، تم تغيير البطل من جان ڤالجان إلى كوزيت.
- عند وصول فانتين وكوزيت إلى مدينة مونتفرميل يكون عمر كوزيت ثلاث سنوات[14]، بينما في الرواية يكون عمرها سنتان.
- توضح الرواية الأصلية أن فانتين غرر بها أحد الشبان في علاقة غير مشروعة مع عدد من أصدقائهم ليهجرها لاحقا، فتطرد وتضطر لاعالة كوزيت. كما أنها لاحقا تطرد من عملها وتضطرها الظروف إلى امتهان الدعارة، وذلك سبب مرضها ولقاءها بجان فالجان حين رشقته بالثلج عندما تجاهلها في الشارع. نظرا أن الأنيمي عرض في فترة موجهة للأطفال فقد أسقطت هذه المحاور من القصة تماما. ولهذه الأسباب يبدأ الأنيمي عند مشهد وصول فانتين وكوزيت إلى مدينة مونتفرميل وتبقى فقط بعض مشاهد رفض بعض التجار تشغيل فانتين عندما رأوا الصغيرة معها بدون توضيح السبب، وعندما أطردت من عملها صارت فانتين «متشردة».
- تجاوز الأنيمي قصة جان فالجان وما الذي أفضى به إلى السجن. كما تجاوز عودته للسجن للمرة الثانية والحادث حين اختفى وظن الجميع أنه مات غرقا.
- في الرواية يقوم جان ڤالجان فعلًا بدفع 1,500 فرنك لتيناردييه، بينما في الأنيمي كاد أن يدفع لكنه لم يدفع بل أخذ كوزيت بالحيلة. أيضا في الرواية، يلحق تيراندييه بجان فالجان وكوزيت في الغابة بنية استردادها بالقوة رغم حصوله على المال، لكنه يفشل.
- في الرواية تنادي كوزيت جان ڤالجان بـ«أبي» منذ البداية، بينما في الأنيمي تناديه في البداية «عمِّي» ثم تناديه «أبي» لاحقًا بطلب منه.[49]
- في الرواية الأصلية، لا وجود للكلب چوچو.
- في الرواية الأصلية، لا وجود للفتى ألَن الذي بفضله استمر مصنع جان ڤالجان بمونتريل-سور-مير بالازدهار[50]، بينما في الرواية ينهار المصنع.
- في الأنيمي لم يُقبض على إپونين مع عصابة پاترون مِنِت[26]، بينما في الرواية الأصلية قُبض عليها ثم أُطلق سراحها هي وأزيلما لنقص الأدلة التي تثبت إدانتهما.
- في الرواية يُقتل گافروش أثناء الدفاع عن ساتر كورانت، بينما تُسعفه كوزيت ويعيش في الأنيمي.
- في الرواية ينتحر جاڤير بعد أن أنقذه جان ڤالجان من الموت. في الأنيمي يهم جافيير بالقفز من الجسر لكنه يتراجع.
- لم يذكر الأنيمي أي شيء حول كون مابوف كاهن مدينة فنرون، بل اكتفيَ بذكر أنَّه صديق والد ماريوس.
- في الرواية تموت مدام تيناردييه بالسجن ولا تعود لمونتريل-سور-مير كما في الأنيمي.
- في الجزء الأخير من الرواية يخبر جان ڤالجان كوزيت بأنه ذاهب في رحلة بغية الابتعاد عنها ولا يذهب في رحلة حقًا، بينما يرحل في الأنيمي.
- في الرواية يتصرف ماريوس مع جان فالجان بعد زواجه بطريقة بالغة القسوة بعد معرفته بماضيه الإجرامي ولا يدرك خطأه وفضل جان فالجان عليه وعلى كوزيت إلا بعد حديثه مع تيراندييه لكنه يدركه مريضا وهو يحتضر. لكن الأنيمي غير من ذلك.
- لون شعر كوزيت في الرواية الأصلية كستنائي، لكن لونه في الأنمي أشقر.
- من غير المعروف ما إذا كان لدى كوزيت وماريوس أطفال في الرواية، بينما يُظهر الأنمي أن لديهما ابنة في الحلقة الأخيرة، وابنتهما تشبه إلى حد كبير كوزيت عندما كانت صغيرة من ناحية الشكل.

### الرثاء
تنتهي كلا الرواية والأنيمي برثاء جان ڤالجان، في الرواية:
في الأنيمي على لسان جاڤير:
هذه الأجزاء تم تخطيها أو اختصارها في الأنيمي:
| القسم | الكتاب (الفصل) الذي تم تخطيه                                        |
| ----- | ------------------------------------------------------------------- |
| I     | 1. رجل مستقيم 2. السقوط 3. في عام 1817                              |
| II    | 1. واترلو 6. الدارعة ((أوريون)) 7. بين هلالين                       |
| III   | 1. باريس مدروسة من خلال ذروتها 2. البورجوازي الكبير 7. المعلم مينيت |
| IV    | 1. بضع صفحات من التاريخ 7. لغة السوقة                               |
| V     | 2. مصران لوياثان 8. شحوب الغسق                                      |

الأنيمي بدأ بوصول فانتين إلى مدينة مونتفرميل، أي أن أول ثلاثة فصول قد تُخطّيت. تم اختصار هذه الفصول في مشهد استرجاعي في الحلقة الأخيرة.

## الاستقبال
- قامت مدونة Star Crossed Anime Blog بتقييم الأنيمي 94/100 واصفة إياه بـ"الأنيمي صاحب أفضل قصة وتطور شخصيات[الإنجليزية] لعام 2007"[11]
- قيمّه موقع THEM Anime بأربع نجوم من أصل خمس، معلقًا:

و معقبًا أثناء ذكر الفئة العمرية «ما كان يجب أن يكون تقييمه G (أي مناسبًا لجميع الأعمار)».
كما امتدح المراجعون عدم انحراف الأنيمي عن أحداث الراوية الأصلية.
كما تمت دبلجة وعرض الأنيمي في كل من:
- هونگ كونگ: من 13 أغسطس 2008 ولغاية 13 يونيو 2009.
- إيطاليا: تحت اسم ”قلب كوزيت“ (بالإيطالية: Il cuore di Cosette)، وقد عُرض يوميًا ابتداءً من تاريخ 23 مارس 2010.
- كوريا: وقد عُرض على چامپ تي ڤي.
- الفلبين: تحت اسم البؤساء: حلم كوزيت.

## البث التلفزي
عُرض في اليابان في الفترة ما بين يناير وديسمبر 2007 من الساعة السابعة والنصف إلى الثامنة مساءً على قناة فوجي، دُبلج للعربية ثم بدأ عرضه أول مرة في العالم العربي على قناة سبيس تون في 22 ديسمبر 2013 لغاية 6 مارس 2014. كما تم نشر جميع الحلقات على حساب سبيستون الرسمي على يوتيوب.
| المحطة        | فترة العرض                    | أوقات العرض                         |
| اليابان       | اليابان                       | اليابان                             |
| ------------- | ----------------------------- | ----------------------------------- |
| قناة فوجي     | 7 يناير 2007 - 30 ديسمبر 2007 | الأحد من 19:30 إلى 20:00            |
| العالم العربي |                               |                                     |
| سبيس تون      | 22 ديسمبر 2013 - 6 مارس 2014  | الأحد إلى الخميس من 16:40 إلى 17:10 |